# 大和町立吉田小学校嘉太神分校
大和町立吉田小学校嘉太神分校（たいわちょうりつ よしだしょうがっこう かだいじんぶんこう）は、宮城県黒川郡大和町にあった公立小学校の分校である。宮城県道147号線（桝沢吉岡線）沿いの北側で、本校より更に西側、船形山寄りに位置していてへき地等級1級だった。廃校になった全国の学校のうちでも存続の歴史が長い部類に入る。

## 沿革
- 1878年（明治11年） - 開校（本校開校後6年目）。
- 1981年（昭和56年） - 防音対策のなされた鉄筋コンクリートの新校舎に建て替えられた。
- 2004年（平成16年） - 閉校[1][2]。

## 卒業生の進路
公立中学校の場合
- 大和町立吉田中学校[3]

## 所在地
- 〒981-3625 宮城県黒川郡大和町吉田字大森5[4]

## アクセス
- 大和町バスターミナルから車で約25分